# Конституция Кентукки (1792)

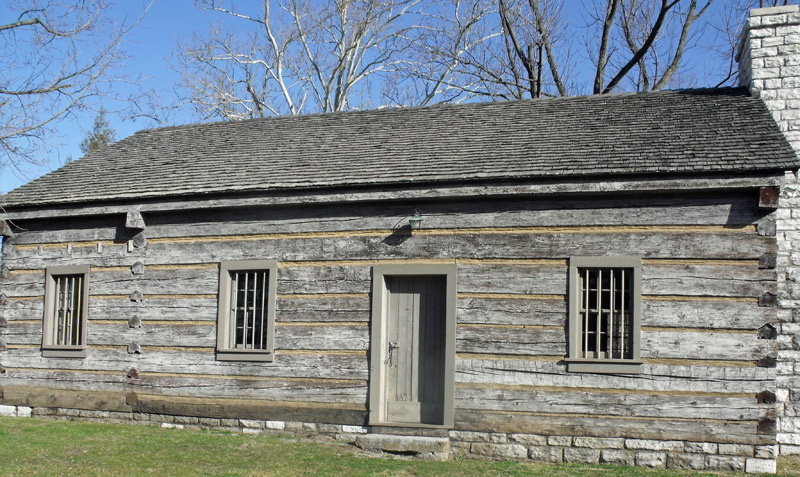
Здание суда, в котором собирался конституционный конвент Кентукки. (Площадь Конституции в Дэнвилле)

Конституция Кентукки 1792 года — первая конституция штата Кентукки, принятая 10-м кентуккийским конвентом 1792 года, которая оставалась основным законом штата до принятия новой конституции в 1800 году. Принятие Конституции превратило западные округа Вирджинии в независимый штат, который в июне того же года был принят в Союз в качестве 15-го штата США. Первая конституция Кентукки во многом копировала Конституцию США, она вводила три ветви власти и двухпалатную легислатуру: Генеральную Ассамблею Кентукки. Конституция содержала несколько новшеств: она устанавливала представительство в Ассамблее соразмерно населению региона, и требовала не устного голосования, а голосования биллютенями. В соответствии с требованиями конституции 4 июля того года был избран первый губернатор штата (Исаак Шелби) и первые сенаторы от штата Кентукки.
22 июля 1799 года во Франкфорте собрался новый конституционный конвент, который принял новую конституцию штата. Она которая вступила в силу 1 июня 1800 года.

## Предыстория

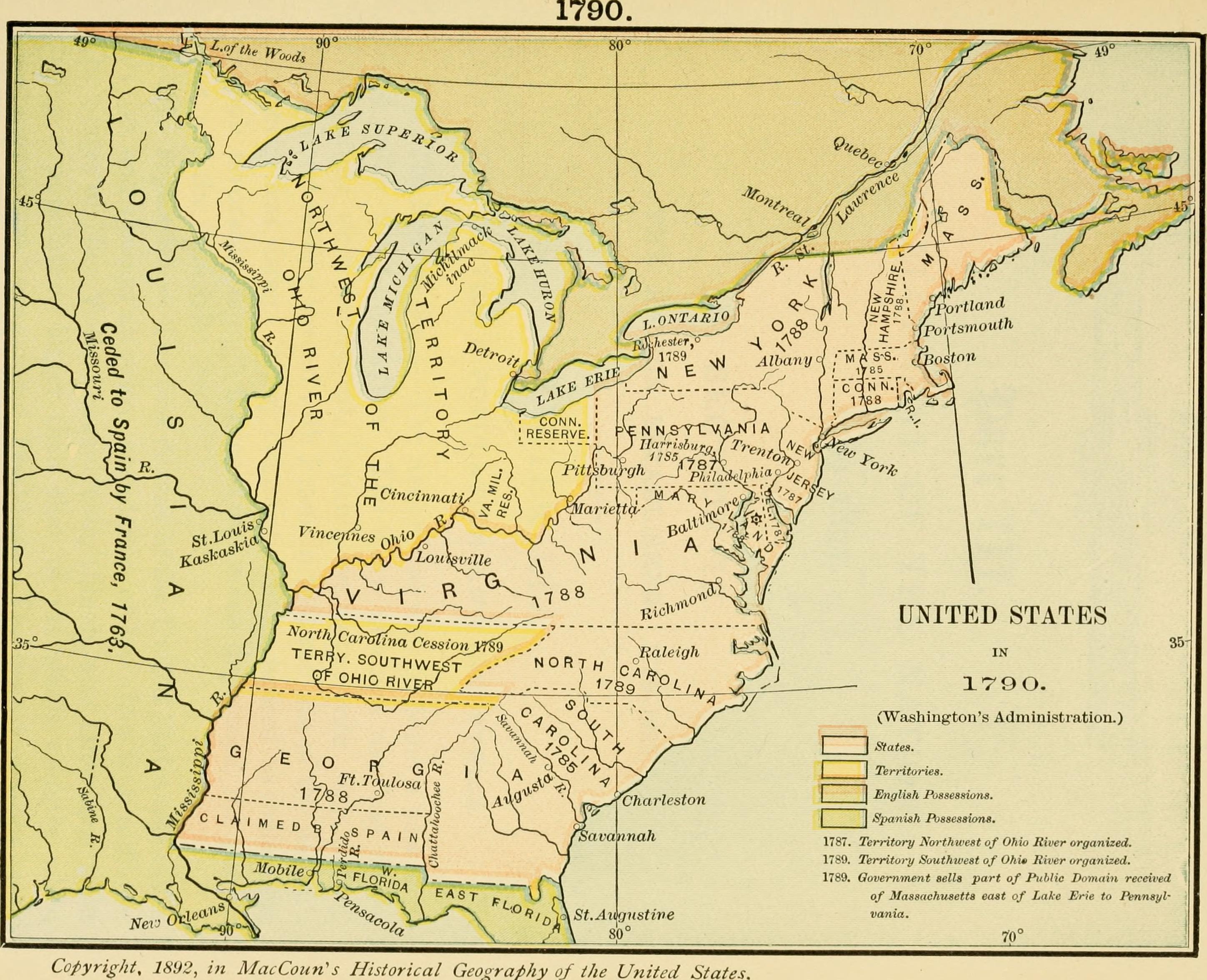
США в 1790 году, до отделения Кентукки от Вирджинии.

После завершения Войны за независимость в 1783 года запад Вирджинии (территория Кентукки) быстро заселялась: с 1783 года по 1784 год население выросло с 12 000 до 24 000. В основном это были мигранты из Северной Каролины и Пенсильвании, а также переселенцы из Вирджинии и Мэриленда. Многие поселенцы были ветеранами войны, с которыми правительство штата расплатилось землями в Кентукки. 1 ноября 1780 года Кентукки был разделён на три округа: Фейетт, Линкольн и Джефферсон. К 1785 году сформировалось ещё три округа.
Многие переселенцы не были вирджинцами, и им не нравились законы Вирджинии. Столица штата, город Уильямсберг был слишком далеко, и даже обращаться в апелляционный суд в столицу было слишком дорого из-за расходов на дорогу. Кентуккийцы стали подавать петиции с жалобами в Ассамблею Вирджинии и в Континентальный конгресс. 27 декабря 1784 года в Данвилле собрался конвент, чтобы решить обсудить вопросы независимости. В мае 1785 года собрался второй конвент. Было предложено отделиться от Вирджинии, но пока не присоединяться к Конфедерации штатов, а подождать, пока наладится обстановка в самой Конфедерации. В августе 1785 года собрался 3-й конвент, которые стал требовать незамедлительного отделения. Такое отделение казалось неизбежным, и именно в это время появились планы создания собственной конституции.
Кентукки стал своего рода тестовой площадкой для новых конституционных идей. Рационально мыслящие люди понимали, что штат ещё не готов к независимому существованию: в нём ещё не сформировалась устойчивая социальная структура, кентуккийцы представляли собой необычную, даже по понятиям того времени, смесь мигрантов из самых разных регионов, принадлежащих к самым разным религиям. Земельные гранты, в спешке проданные вирджинским правительством, были неравны по размеру и качеству, и часто накладывались друг на друга, порождая земельные споры. Суды работали нерегулярно и не обладали надлежащим авторитетом. Лишь несколько кентуккийцев имели опыт законодательной деятельности, и никто не был признанным политиком. В 1780-х годах единственным местом принятия политических решений были конституционные конвенты, но на них собиралось не более десятка человек, и они не давали опыта управления государством.

## Конституционный конвент

### Делагаты конвента
Делегаты конвента, подписавшие конституцию:
- Округ Файет: Хаббард Тейлор, Томас Льюис[англ.], Джордж Смит, Роберт Фриер, Джеймс Кроуфорд
- Округ Джефферсон: Ричард Тейлор, Джон Кэмпбелл, Александр Буллитт[англ.], Бенжамин Себастиан[англ.], Роберт Брекинридж
- Округ Бурбон: Джон Эдвардс, Джеймс Геррард, Джеймс Смит, Джон Маккини, Бенжамин Харрисон
- Округ Нельсон: Уильям Кинг, Мэтью Уолтон[англ.], Катберт Харрисон, Джозеф Хоббс, Эндрю Хайнс
- Округ Мэдисон: Чарльз Кавендер, Хиггасон Граббс, Томас Клей, Томас Кеннеди, Джозеф Кеннеди
- Округ Мерсер: Самуэль Тейлор, Джейкоб Фроман, Джордж Николас, Дэвид Райс, Самуэль Макдауэлл[англ.]
- Округ Линкольн: Бенжамин Логан, Джон Бэйли, Исаак Шелби, Бенедикт Своуп, Уильям Монтгомери
- Округ Вудфорд: Джон Уоткинс, Ричард Янг, Уильям Стил, Калеб Уоллес, Роберт Джонстон
- Округ Мэйсон: Джордж Льюис, Майлз Конвэй, Томас Уоринг, Роберт Ранкин, Джон Уилсон

## Конституция
Первая конституция Теннесси оказалась уникальным документом (по выражению историка Томаса Кларка), её создали люди, мечтающие о чистой демократии. Если она и не была самой демократической из себе подобных по сути, то была таковой по замыслу. Её положения были основаны не на прецедентах, а на личном опыте. Конституция вводила право голосования без религиозных или имущественных ограничений, она подчёркивала, что любой свободный белый мужчина 21-го года и более, живущий в штате, имеет право голоса. Историк Чарльз Керр писал, что введя всеобщее избирательное право без имущественного ценза Кентукки опередила весь мир на четверть века.
Это положение было прописано в III статье конституции, части 1:

На выборах гражданами, все свободные белые граждане возрастом от двадцати одного года, проживающие в штате два года, или же год в том округе, где они голосуют, имеют все права выборщиков; но никто не имеет права голосовать за пределами того округа, где он проживает во время голосования.
Оригинальный текст (англ.)– In elections by the citizens, all free male citizens of the age of twenty-one years, having resided in the State two years, or the county in which they offer to vote one year next before the election, shall enjoy the rights of an elector; but no person shall be entitled to vote except in the county in which he shall actually reside at the time of the election.
— 

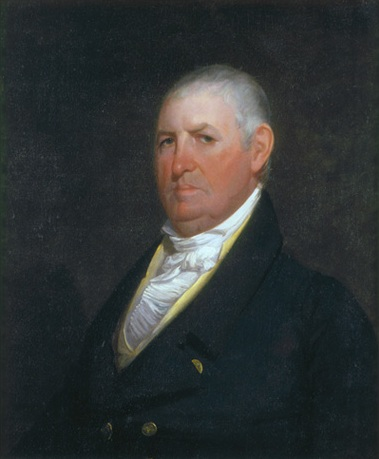
Исаак Шелби, первый губернатор Кентукки, выбранный по правилам Конституции 1792 года.

Но Конституция вводила и ряд ограничений демократии: губернатор избирался не всеобщим голосованием, а коллегией выборщиков, по образцу Конституции США. Предложение ввести одноплатный парламент было отклонено, поэтому легислатура штата состояла из Сената и Палаты представителей. Представители избирались всеобщим голосованием, но это балансировалось необычным методом избрания сенаторов. Их предполагалось 11 человек, а представителей от 40 до 100, и при увеличении числа представителей на 4 человека добавлялся один сенатор. Сенаторы выбирались той же палатой выборщиков, что и губернатор. Поста вице-губернатора не было предусмотрено, и в случае смерти или отставки губернатора его функции выполнял спикер сената.

### Статьи
- Coulter, E. Merton. Early Frontier Democracy in the First Kentucky Constitution (англ.) // West Virginia Law Review. — 1925. — Vol. 31, iss. 2. — P. 116-126.